# (37973) 1998 HG106
1998 HG106 (asteroide 37973) é um asteroide da cintura principal. Possui uma excentricidade de 0.15301470 e uma inclinação de 10.16920º.
Este asteroide foi descoberto no dia 23 de abril de 1998 por LINEAR em Socorro.